# Кунжек (річка)
Кунже́к (рос. Кунжек) — річка у Кіровській області (Кільмезький район), Росія, ліва притока Вали.
Довжина річки становить 15 км. Бере початок за 3 км на південний схід від присілку Жирново, впадає до Вали нижче присілку Віхарево разом із річкою Зеквай, також лівою притокою Вали. Річка протікає спочатку на північний схід, потім після присілку Кунжек повертає на північ. Через річку у присілку Віхарево збудовано автомобільний міст.
Над річкою розташовані присілки Кільмезького району — Сілкіно, Кунжек та Віхарево.